# Complot à Manille
Pour les articles homonymes, voir Far East.
Complot à Manille (Far East) est un film australien réalisé par John Duigan et sorti en 1982.

## Fiche technique
- Réalisation et scénario : John Duigan
- Producteur : Richard Mason
- Musique : Sharon Calcraft
- Image : Brian Probyn
- Montage : Henry Dangar
- Durée : 102 minutes
- Date de sortie : 30 juillet 1982

## Distribution
- Bryan Brown : Morgan Keefe
- Helen Morse : Jo Reeves
- John Bell : Peter Reeves
- Raina McKeon : Rosita Constanza
- Henry Duvall : Rodolfo De Cruz
- Sinan Leong : Nene
- Bill Hunter : Walker
- John Clayton : Tony Alsop
- Duc Sanh Lieu : Kip
- Anna Rowena : Julia
- Clive Marshall : Vinar
- Allen Leong : Lieutenant Gregorio

## Nominations et récompenses
- John Bell a été nommé en tant que meilleur acteur lors des AFI Award en 1982[1]